# Asplenium emarginatum
Asplenium emarginatum là một loài dương xỉ trong họ Aspleniaceae. Loài này được P. Beauv. mô tả khoa học đầu tiên năm 1807.